# 이런게 아니었는데
《이런게 아니었는데》는 1987년 7월 발매된 장덕의 컴필레이션 음반이다. 《골든앨범 Vol.1》이라는 타이틀로도 알려져 있다. 《님 떠난 후》 이후 약 일 년여 만에 발표한 음반으로 군사정권 아래 의무적으로 수록해야 했던 B면 6번 트랙의 건전가요를 제외하고 총 11곡이 수록되었다(TAPE 음반에서는 총 15곡이 수록되었다.)  
이 음반에서 오리지널 신곡은 타이틀곡 <이런게 아니었는데>와 가요순위에 오르며 가장 큰 인기를 얻은 A면 3번 트랙의 <이별인줄 알았어요>를 비롯, 총 8곡이다(TAPE 음반에서는 <왜 나에게>와 <비바 챔피언>이 포함되어 있어 오리지널 신곡이 총 10곡이다.). 나머지 3곡은 진미령에 의해 처음 발표되었고 오빠 장현과 함께 듀엣(현이와 덕이)으로서도 발표한 바 있는 <소녀와 가로등>의 재편곡 버전, 그리고 솔로로 활동하며 히트시킨 <님 떠난 후>· <날 찾지 말아요>의 재편곡 버전이다(TAPE 음반에서는 솔로 히트곡 <어느날 갑자기>의 재편곡 버전도 수록되어 있다.)  
두봉엔터프라이즈를 통해 발매된 이 음반은 재킷에 '골든앨범'이라고 표기된 컴필레이션 음반이다. 이 음반 이후 발표된 정규 4집 《얘얘》의 재킷에도 Vo.2라고 표기되어 있는데, 이것은 골든앨범 Vol.2라는 의미이다. 테이프로 발매된 《얘얘》 음반 재킷에는 아예 제 2집이라고 표기되어 있다. 《얘얘》 음반 역시 두봉엔터프라이즈를 통해 발매되었는데, 이런 점을 볼때 골든앨범 Vol1, 골든앨범 Vol2라는 타이틀은 두봉엔터프라이즈를 통해 발매된 장덕의 특별한 음반임을 나타내기 위해 붙인 것으로 볼 수 있다.

## 곡 목록
다음 곡 목록은 LP · TAPE 음반 기준이며 모든 곡들이 장덕에 의해 작사 · 작곡 되었다.
Side one
1. "이런게 아니었는데" (장덕 작사 / 장덕 작곡) - 03:00
2. "그러지마" (장덕 작사 장덕 / 장덕 작곡) - 04:00
3. "이별인 줄 알았어요" (장덕 작사 / 장덕 작곡) - 03:34
4. "너를 사랑해" (장덕 작사 / 장덕 작곡) - 03:22
5. "소녀와 가로등 (Solo Ver.)" (장덕 작사 / 장덕 작곡) - 03:27
6. "님 떠난 후 (Ver.2)" (장덕 작사 / 장덕 작곡) - 03:27
7. "왜 나에게" (장덕 작사 / 장덕 작곡) - 02:34 - TAPE 음반에서만 수록되어 있음
8. "너나 좋아해 나너 좋아해 (Solo Ver.)" (장덕 작사 / 장덕 작곡) - 02:26

Side two
1. "앵무새" (장덕 작사 / 장덕 작곡) - 03:44
2. "보고 싶지 않으세요" (장덕 작사 / 장덕 작곡) - 04:02
3. "이 노래를 들을때면" (장덕 작사 / 장덕 작곡) - 03:16
4. "사랑하는 그대가 날 위해 눈물을 보일때" (장덕 작사 / 장덕 작곡) - 03:24
5. "날 찾지 말아요 (Ver.2)" (장덕 작사 / 장덕 작곡) - 03:24
6. "어느날 갑자기 (Ver.2)" (장덕 작사 / 장덕 작곡) - 03:06
7. "비바 챔피언" (장덕 작사 / 장덕 작곡) - 02:27 - TAPE 음반에서만 수록되어 있음